# Centaurea daneshvarii
Centaurea daneshvarii — вид квіткових рослин айстрових (Asteraceae). Ендемік Ірану.
Вид походить із провінції Керманшах, Західний Іран. Він нагадує C. gigantea subsp. gigantea, але відрізняється від нього ланцетними прикореневими листками, дрібнішими середніми і верхніми стебловими листками, довшими центральними квітками, з нечисленними, дуже непомітними і не променистими периферійними квітками, довшими сім'янками і щетинками внутрішніх рядів трохи довшими за інших у папусі.